# Václav Špindler
Václav Špindler (15. září 1919 Ústí nad Labem – 26. června 2000) byl český fotbalový záložník. Jeho syn Václav nastoupil v lize za Teplice, ale po zlomenině nohy předčasně skončil.

## Fotbalová kariéra
V československé lize hrál za Viktorii Žižkov a Armaturku Ústí nad Labem. Začínal v Meteoru Trmice, v nižších soutěžích hrál i za Děčín, SK Kralupy nad Vltavou a SK Teplice.

## Ligová bilance
| Ročník                                    | Zápasy | Góly | Klub                     |
| ----------------------------------------- | ------ | ---- | ------------------------ |
| Národní liga 1943/44                      | 18     | 3    | Viktoria Žižkov          |
| Mistrovství československé republiky 1952 | -      | 0    | Armaturka Ústí nad Labem |
| CELKEM 1. liga                            | -      | 3    |                          |